# Augusta Savage
Augusta Christine Fells, conocida como Augusta Savage, (Green Cove Springs Florida, 29 de febrero de 1892-Nueva York, 26 de marzo de 1962) fue una escultora estadounidense. Es una de las principales representantes del movimiento conocido como Renacimiento de Harlem.

## Carrera

### Primeros años y formación
En los años 1900, cuando todavía era una niña, Augusta Savage empezó a moldear figuras de patos usando la arcilla natural que encontraba en Green Cove Springs, su ciudad natal.
En 1923 recibió una beca para estudiar en Francia, pero el comité de selección decidió cancelar su decisión cuando supieron que Augusta Savage era negra. Alrededor de 1929, Savage esculpió Gamin (niño, en francés), un busto en yeso que podría haber estado basado en el rostro de su sobrino Ellis Ford. La escultura alcanzó una gran notoriedad, y su fama le permitió acceder a una beca llamada Julius Rosenwald Fellowship, que utilizó para poder realizar estudios de escultura en París. Allí estudió brevemente en la Académie de la Grand Chaumière como alumna de Felix Benneteau-Desgrois.

### Renacimiento de Harlem

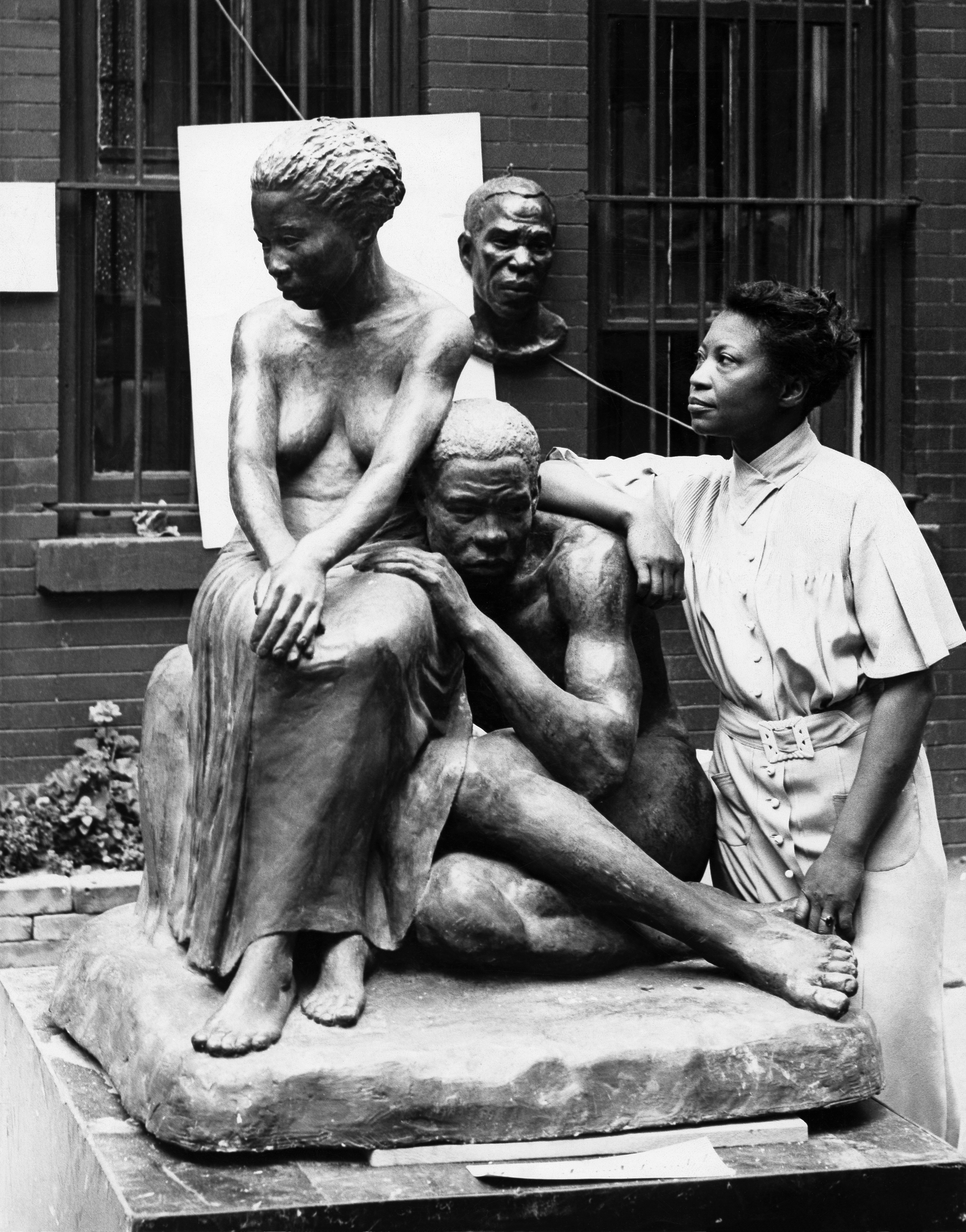
Augusta Savage con una de sus esculturas para el Federal Art Project (c. 1938)

En 1932, Augusta Savage volvió a Nueva York y fundó su propio estudio artístico en el barrio de Harlem, llamado Savage Studio of Arts and Crafts, donde empezó a dar clases. Más de 1.500 alumnos aprendieron el arte de la escultura en ese estudio, incluyendo artistas del Renacimiento de Harlem como Charles Alston, Ernest Crichlow, Norman Lewis, Jacob Lawrence y Gwendolyn Knight Lawrence, Morgan Smith y Marvin Smith. En la misma época fundó el club Vanguard, junto con Louise Thompson, una organización de izquierdas que sirvió para financiar grupos de teatro, grupos de clases de verano y un grupo de estudios marxista. En 1934, fue la primera artista afroamericana en integrar la National Association of Women Artists (Asociación Nacional de Mujeres Artistas). 
En 1937, fue llamada a dirigir el Harlem Community Art Center; y el mismo año recibió el encargo de crear una escultura para representar las aportaciones de los afroamericanos a la música, para que fuera expuesta en la Exposición General de segunda categoría de Nueva York de 1939. El resultado fue The Harp ("El Arpa"), una obra de yeso pintada de negro de aproximadamente 4,90 metros de altura que representaba doce cantantes de gospel de diferentes alturas alineados unos detrás de los otros como las cuerdas de un arpa. Arrodillada en la parte frontal de la escultura, la figura de un hombre mostraba una placa inscrita con notas musicales, simbolizando el pedal del arpa. La escultura había sido inspirada por el poema de James Weldon Johnson Lift every voice and sing (Alza todas las voces y canta), y es por ello que también se le conoce con el nombre del poema. Al igual que otras obras de arte presentadas en aquella ocasión, The Harp fue destruida después de la exposición.

### Retiro del mundo del arte
Después de haber pasado dos años realizando la escultura The Harp, sin recibir subvenciones, Augusta Savage retornó al Harlem Community Art Center, sólo para descubrir que su puesto había sido tomado por otra persona durante ese tiempo. A partir de entonces, su carrera conoció un brusco declive. En 1939 abrió una galería de arte en Harlem, llamada Salon of Contemporary Negro Art, pero tuvo que cerrarla poco después por falta de medios para mantenerla. En 1945, Augusta Savage se retiró a la pequeña ciudad de Saugerties, en el estado de Nueva York, donde comenzó a escribir relatos, ninguno de los cuales fue publicado. En 1962 volvió a Nueva York para vivir con su hija, donde murió el 26 de marzo a causa de un cáncer.